# 博德沃伦凯
博德沃伦凯，是匈牙利包尔绍德-奥包乌伊-曾普伦州所辖的一个村。总面积6.63平方公里，总人口190，人口密度28.7人/平方公里（2011年1月1日）。